# Eduard von Dellingshausen

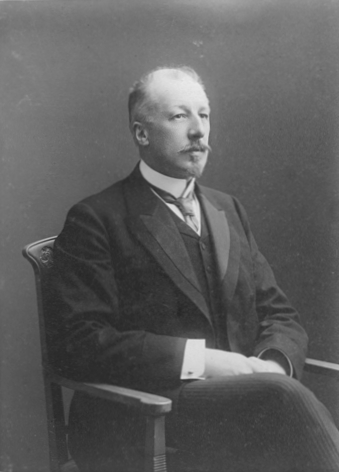
Eduard von Dellingshausen

Eduard Julius Alexander Freiherr von Dellingshausen (* 19.jul. / 31. März 1863greg. in Reval, Gouvernement Estland; † 9. Juli 1939 in Potsdam) war ein deutsch-baltischer Politiker.

## Leben
Seine Eltern waren Nikolai Baron von Dellingshausen (1827–1896) und Alexandrine von Weiss-Uchten (1837–1912).
Freiherr von Dellingshausen studierte von 1880 bis 1884 an der Kaiserlichen Universität Dorpat. Er amtierte als letzter Ritterschaftshauptmann der Estländischen Ritterschaft von 1902 bis 1918 und wirkte zudem als Mitglied des russischen Reichsrates von 1907 bis 1912.
Nach dem Estnischen Freiheitskrieg siedelte er im Dezember 1918 mit zahlreichen anderen Deutschbalten nach Deutschland über.